# Kafrlata
Kafrlata (arab. كفرلاته) – miejscowość w Syrii, w muhafazie Idlib. W 2004 roku liczyła 4231 mieszkańców.